# Mousseaux (Fluss)
Der Mousseaux ist ein kleiner Fluss in Frankreich, der im Département Aveyron in der Region Okzitanien verläuft. Er entspringt in den Monts d’Aubrac, an der Gemeindegrenze von Saint-Chély-d’Aubrac und Prades-d’Aubrac, bei der Skistation Brameloup, entwässert generell in südwestlicher Richtung durch den Regionalen Naturpark Aubrac und mündet nach rund 20 Kilometern im Gemeindegebiet von Castelnau-de-Mandailles, knapp unterhalb der Talsperre Castelnau-Lassouts, als rechter Nebenfluss in den Lot. In seinem Mündungsabschnitt wird der Mousseaux zur Hochwasserentlastung des Stausees genutzt.

## Orte am Fluss
(Reihenfolge in Fließrichtung)
- Skistation Brameloup, Gemeinde Saint-Chély-d’Aubrac
- Bosse, Gemeinde Saint-Chély-d’Aubrac
- La Serre, Gemeinde Prades-d’Aubrac
- Castelnau-de-Mandailles
- Le Cambon, Gemeinde Castelnau-de-Mandailles
- Les Bousques d’Olt, Gemeinde Castelnau-de-Mandailles